# Forcipomyia cuculli
Forcipomyia cuculli är en tvåvingeart som beskrevs av Debenham 1983. Forcipomyia cuculli ingår i släktet Forcipomyia och familjen svidknott. Inga underarter finns listade i Catalogue of Life.